# Trofeo NHK

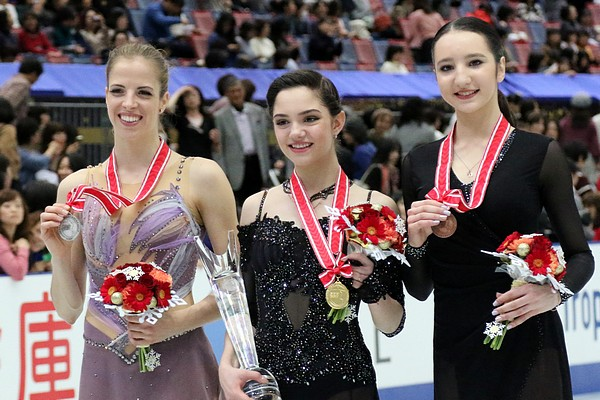
Deportistas en el podio.

El Trofeo NHK es una competición internacional anual de patinaje artístico sobre hielo organizada por la Federación Japonesa de Patinaje JSF. Tuvo lugar por primera vez en 1979 y forma parte del circuito del Grand Prix desde 1995, el año en que se inició la serie. Se compite en las cuatro disciplinas olímpicas de patinaje artístico: patinaje individual femenino, masculino, patinaje en parejas y danza sobre hielo. Aunque en la actualidad es una competición de categoría sénior, en la temporada 1983-1984 sirvió como el Campeonato Mundial Júnior.

## Medallistas

### Patinaje individual masculino
| Medallistas | Medallistas | Medallistas                                  | Medallistas                                  | Medallistas                                  |
| ----------- | ----------- | -------------------------------------------- | -------------------------------------------- | -------------------------------------------- |
| Año         | Ubicación   | Oro                                          | Plata                                        | Bronce                                       |
| 1979        | Tokio       | Robin Cousins                                | Fumio Igarashi                               | David Santee                                 |
| 1980        | Sapporo     | Fumio Igarashi                               | Robert Wagenhoffer                           | Allen Schramm                                |
| 1981        | Kobe        | Fumio Igarashi                               | Norbert Schramm                              | Jean-Christophe Simond                       |
| 1982        | Tokio       | Scott Hamilton                               | Aleksandr Fadéyev                            | Grzegorz Filipowski                          |
| 1983        | Sapporo     | Se celebró como el Campeonato Mundial Júnior | Se celebró como el Campeonato Mundial Júnior | Se celebró como el Campeonato Mundial Júnior |
| 1984        | Tokio       | Aleksandr Fadéyev                            | Brian Orser                                  | Brian Boitano                                |
| 1985        | Kobe        | Brian Boitano                                | Brian Orser                                  | Víktor Petrenko                              |
| 1986        | Tokio       | Angelo D'Agostino                            | Makoto Kano                                  | Philippe Roncoli                             |
| 1987        | Kushiro     | Christopher Bowman                           | Paul Wylie                                   | Makoto Kano                                  |
| 1988        | Tokio       | Aleksandr Fadéyev                            | Petr Barna                                   | Kurt Browning                                |
| 1989        | Kobe        | Víktor Petrenko                              | Aleksandr Fadéyev                            | Kurt Browning                                |
| 1990        | Asahikawa   | Víktor Petrenko                              | Grzegorz Filipowski                          | Viacheslav Zagorodniuk                       |
| 1991        | Hiroshima   | Grzegorz Filipowski                          | Viacheslav Zagorodniuk                       | Alekséi Urmánov                              |
| 1992        | Tokio       | Philippe Candeloro                           | Elvis Stojko                                 | Alekséi Urmánov                              |
| 1993        | Chiba       | Philippe Candeloro                           | Viacheslav Zagorodniuk                       | Alekséi Urmánov                              |
| 1994        | Morioka     | Todd Eldredge                                | Philippe Candeloro                           | Viacheslav Zagorodniuk                       |
| 1995        | Nagoya      | Elvis Stojko                                 | Igor Pashkevich                              | Philippe Candeloro                           |
| 1996        | Osaka       | Elvis Stojko                                 | Iliá Kulik                                   | Dmitri Dmitrenko                             |
| 1997        | Nagano      | Iliá Kulik                                   | Scott Davis                                  | Guo Zhengxin                                 |
| 1998        | Sapporo     | Yevgueni Pliúshchenko                        | Takeshi Honda                                | Andrejs Vlascenko                            |
| 1999        | Nagoya      | Yevgueni Pliúshchenko                        | Timothy Goebel                               | Iliá Klimkin                                 |
| 2000        | Asahikawa   | Yevgueni Pliúshchenko                        | Iliá Klimkin                                 | Li Chengjiang                                |
| 2001        | Kumamoto    | Takeshi Honda                                | Jeffrey Buttle                               | Ivan Dinev                                   |
| 2002        | Kioto       | Iliá Klimkin                                 | Takeshi Honda                                | Li Chengjiang                                |
| 2003        | Asahikawa   | Jeffrey Buttle                               | Timothy Goebel                               | Gao Song                                     |
| 2004        | Nagoya      | Johnny Weir                                  | Timothy Goebel                               | Frédéric Dambier                             |
| 2005        | Osaka       | Nobunari Oda                                 | Evan Lysacek                                 | Daisuke Takahashi                            |
| 2006        | Nagano      | Daisuke Takahashi                            | Nobunari Oda                                 | Takahiko Kozuka                              |
| 2007        | Sendai      | Daisuke Takahashi                            | Tomáš Verner                                 | Stephen Carriere                             |
| 2008        | Tokio       | Nobunari Oda                                 | Johnny Weir                                  | Yannick Ponsero                              |
| 2009        | Nagano      | Brian Joubert                                | Johnny Weir                                  | Michal Březina                               |
| 2010        | Nagoya      | Daisuke Takahashi                            | Jeremy Abbott                                | Florent Amodio                               |
| 2011        | Sapporo     | Daisuke Takahashi                            | Takahiko Kozuka                              | Ross Miner                                   |
| 2012        | Sendai      | Yuzuru Hanyu                                 | Daisuke Takahashi                            | Ross Miner                                   |
| 2013        | Tokio       | Daisuke Takahashi                            | Nobunari Oda                                 | Jeremy Abbott                                |
| 2014        | Osaka       | Daisuke Murakami                             | Serguéi Vóronov                              | Takahito Mura                                |
| 2015        | Nagano      | Yuzuru Hanyu                                 | Jin Boyang                                   | Takahito Mura                                |
| 2016        | Sapporo     | Yuzuru Hanyu                                 | Nathan Chen                                  | Keiji Tanaka                                 |
| 2017        | Osaka       | Serguéi Voronov                              | Adam Rippon                                  | Oleksii Bychenko                             |
| 2018        | Hiroshima   | Shoma Uno                                    | Serguéi Vóronov                              | Matteo Rizzo                                 |
| 2019        | Sapporo     | Yuzuru Hanyu                                 | Kévin Aymoz                                  | Roman Sadovsky                               |

### Patinaje individual femenino
| Medallistas | Medallistas | Medallistas                                  | Medallistas                                  | Medallistas                                  |
| ----------- | ----------- | -------------------------------------------- | -------------------------------------------- | -------------------------------------------- |
| Año         | Ubicación   | Oro                                          | Plata                                        | Bronce                                       |
| 1979        | Tokio       | Emi Watanabe                                 | Lisa-Marie Allen                             | Sandy Lenz                                   |
| 1980        | Sapporo     | Denise Biellmann                             | Katarina Witt                                | Melissa Thomas                               |
| 1981        | Kobe        | Kristiina Wegelius                           | Vikki de Vries                               | Charlene Wong                                |
| 1982        | Tokio       | Katarina Witt                                | Rosalynn Sumners                             | Tiffany Chin                                 |
| 1983        | Sapporo     | Se celebró como el Campeonato Mundial Júnior | Se celebró como el Campeonato Mundial Júnior | Se celebró como el Campeonato Mundial Júnior |
| 1984        | Tokio       | Midori Ito                                   | Debi Thomas                                  | Juri Ozawa                                   |
| 1985        | Kobe        | Midori Ito                                   | Cynthia Coull                                | Juri Ozawa                                   |
| 1986        | Tokio       | Katarina Witt                                | Midori Ito                                   | Juri Ozawa                                   |
| 1987        | Kushiro     | Katarina Witt                                | Midori Ito                                   | Tonya Harding                                |
| 1988        | Tokio       | Midori Ito                                   | Kristi Yamaguchi                             | Marina Kielmann                              |
| 1989        | Kobe        | Midori Ito                                   | Kristi Yamaguchi                             | Tonia Kwiatkowski                            |
| 1990        | Asahikawa   | Midori Ito                                   | Tonya Harding                                | Larisa Zamotina                              |
| 1991        | Hiroshima   | Midori Ito                                   | Surya Bonaly                                 | Chen Lu                                      |
| 1992        | Tokio       | Surya Bonaly                                 | Kumiko Koiwai                                | Yuka Sato                                    |
| 1993        | Chiba       | Surya Bonaly                                 | Yuka Sato                                    | Chen Lu                                      |
| 1994        | Morioka     | Chen Lu                                      | Surya Bonaly                                 | Junko Yaginuma                               |
| 1995        | Nagoya      | Chen Lu                                      | Hanae Yokoya                                 | Olga Markova                                 |
| 1996        | Osaka       | Mariya Butyrskaya                            | Tonia Kwiatkowski                            | Yulia Vorobiova                              |
| 1997        | Nagano      | Tanja Szewczenko                             | Mariya Butyrskaya                            | Chen Lu                                      |
| 1998        | Sapporo     | Tatiana Malínina                             | Irina Slútskaya                              | Chen Lu                                      |
| 1994        | Morioka     | Chen Lu                                      | Surya Bonaly                                 | Junko Yaginuma                               |
| 1995        | Nagoya      | Chen Lu                                      | Hanae Yokoya                                 | Olga Markova                                 |
| 1996        | Osaka       | Mariya Butyrskaya                            | Tonia Kwiatkowski                            | Yulia Vorobiova                              |
| 1997        | Nagano      | Tanja Szewczenko                             | Mariya Butyrskaya                            | Chen Lu                                      |
| 1998        | Sapporo     | Tatiana Malínina                             | Irina Slútskaya                              | Fumie Suguri                                 |
| 1999        | Nagoya      | Mariya Butyrskaya                            | Viktoria Volchkova                           | Tatiana Malínina                             |
| 2000        | Asahikawa   | Irina Slútskaya                              | Mariya Butyrskaya                            | Tatiana Malínina                             |
| 2001        | Kumamoto    | Tatiana Malínina                             | Yoshie Onda                                  | Elena Liashenko                              |
| 2002        | Kioto       | Yoshie Onda                                  | Irina Slútskaya                              | Shizuka Arakawa                              |
| 2003        | Asahikawa   | Fumie Suguri                                 | Elena Liashenko                              | Yoshie Onda                                  |
| 2004        | Nagoya      | Shizuka Arakawa                              | Miki Ando                                    | Yelena Sokolova                              |
| 2005        | Osaka       | Yukari Nakano                                | Fumie Suguri                                 | Elena Liashenko                              |
| 2006        | Nagano      | Mao Asada                                    | Fumie Suguri                                 | Yukari Nakano                                |
| 2007        | Sendai      | Carolina Kostner                             | Sarah Meier                                  | Nana Takeda                                  |
| 2008        | Tokio       | Mao Asada                                    | Akiko Suzuki                                 | Yukari Nakano                                |
| 2009        | Nagano      | Miki Ando                                    | Aliona Leonova                               | Ashley Wagner                                |
| 2010        | Nagoya      | Carolina Kostner                             | Rachael Flatt                                | Kanako Murakami                              |
| 2011        | Sapporo     | Akiko Suzuki                                 | Mao Asada                                    | Aliona Leonova                               |
| 2012        | Sendai      | Mao Asada                                    | Akiko Suzuki                                 | Mirai Nagasu                                 |
| 2013        | Tokio       | Mao Asada                                    | Yelena Radiónova                             | Akiko Suzuki                                 |
| 2014        | Osaka       | Gracie Gold                                  | Aliona Leonova                               | Satoko Miyahara                              |
| 2015        | Nagano      | Satoko Miyahara                              | Courtney Hicks                               | Mao Asada                                    |
| 2016        | Sapporo     | Anna Pogorílaya                              | Satoko Miyahara                              | Mariya Sótskova                              |
| 2017        | Osaka       | Yevguéniya Medvédeva                         | Carolina Kostner                             | Polina Tsurskaya                             |
| 2018        | Hiroshima   | Rika Kihira                                  | Satoko Miyahara                              | Elizaveta Tuktamysheva                       |
| 2019        | Sapporo     | Aliona Kostornaya                            | Rika Kihira                                  | Alina Zaguítova                              |

### Patinaje en parejas
| Medallistas | Medallistas | Medallistas                                  | Medallistas                                  | Medallistas                                  |
| ----------- | ----------- | -------------------------------------------- | -------------------------------------------- | -------------------------------------------- |
| Año         | Ubicación   | Oro                                          | Plata                                        | Bronce                                       |
| 1979        | Tokio       | Irina Vorobiova / Igor Lisovski              | Vicki Heasley / Robert Waggenhoffer          | Sheryl Franks / Michael Botticelli           |
| 1980        | Sapporo     | Barbara Underhill / Paul Martini             | Maria DiDomenico / Burt Lancon               | Toshimi Ito / Takashi Mura                   |
| 1981        | Kobe        | Kitty Carruthers / Peter Carruthers          | Birgit Lorenz / Knut Schubert                | Maria DiDomenico / Burt Lancon               |
| 1982        | Tokio       | Barbara Underhill / Paul Martini             | Irina Vorobiova / Igor Lisovski              | Marina Avstriskaya / Yuri Kvashnin           |
| 1983        | Sapporo     | Se celebró como el Campeonato Mundial Júnior | Se celebró como el Campeonato Mundial Júnior | Se celebró como el Campeonato Mundial Júnior |
| 1984        | Tokio       | Veronika Pershina / Marat Akbarov            | Birgit Lorenz / Knut Schubert                | Cynthia Coull / Mark Rowsom                  |
| 1985        | Kobe        | Gillian Wachsman / Todd Waggoner             | Veronika Pershina / Marat Akbarov            | Denise Benning / Lyndon Johnston             |
| 1986        | Tokio       | Yelena Válova / Oleg Vasíliev                | Jill Watson / Peter Oppegard                 | Natalie Seybold / Wayne Seybold              |
| 1987        | Kushiro     | Yelena Leonova / Gennadi Krasnitski          | Gillian Wachsman / Todd Waggoner             | Katy Keely / Joseph Mero                     |
| 1988        | Tokio       | Larisa Selezniova / Oleg Makarov             | Yelena Bechke / Denis Petrov                 | Kristi Yamaguchi / Rudy Galindo              |
| 1989        | Kobe        | Yekaterina Gordéyeva / Serguéi Grinkov       | Larisa Selezniova / Oleg Makarov             | Christine Hough / Doug Ladret                |
| 1990        | Asahikawa   | Yelena Bechke / Denis Petrov                 | Isabelle Brasseur / Lloyd Eisler             | Natalia Mishkutiónok / Artur Dmítriev        |
| 1991        | Hiroshima   | Yevguéniya Shishkova / Vadim Naúmov          | Radka Kovaříková / René Novotný              | Marina Yeltsova / Andréi Bushkov             |
| 1992        | Tokio       | Yevguéniya Shishkova / Vadim Naúmov          | Marina Yeltsova / Andréi Bushkov             | Calla Urbanski / Rocky Marval                |
| 1993        | Chiba       | Isabelle Brasseur / Lloyd Eisler             | Radka Kovaříková / René Novotný              | Yukiko Kawasaki / Alekséi Tíjonov            |
| 1994        | Morioka     | Marina Yeltsova / Andréi Bushkov             | Radka Kovaříková / René Novotný              | Mandy Wötzel / Ingo Steuer                   |
| 1995        | Nagoya      | Yevguéniya Shishkova / Vadim Naúmov          | Mandy Wötzel / Ingo Steuer                   | Natalia Krestianinova / Alekséi Torchinski   |
| 1996        | Osaka       | Jenni Meno / Todd Sand                       | Yevguéniya Shishkova / Vadim Naúmov          | Kyoko Ina / Jason Dungjen                    |
| 1997        | Nagano      | Shen Xue / Zhao Hongbo                       | Jenni Meno / Todd Sand                       | Peggy Schwarz / Mirko Müller                 |
| 1998        | Sapporo     | Yelena Berezhnaya / Antón Sijarulidze        | Shen Xue / Zhao Hongbo                       | Jamie Salé / David Pelletier                 |
| 1999        | Nagoya      | Mariya Petrova / Alekséi Tíjonov             | Sarah Abitbol / Stéphane Bernadis            | Dorota Zagorska / Mariusz Siudek             |
| 2000        | Asahikawa   | Shen Xue / Zhao Hongbo                       | Sarah Abitbol / Stéphane Bernadis            | Mariya Petrova / Alekséi Tíjonov             |
| 2001        | Kumamoto    | Shen Xue / Zhao Hongbo                       | Mariya Petrova / Alekséi Tíjonov             | Dorota Zagorska / Mariusz Siudek             |
| 2002        | Kioto       | Shen Xue / Zhao Hongbo                       | Dorota Zagorska / Mariusz Siudek             | Anabelle Langlois / Patrice Archetto         |
| 2003        | Asahikawa   | Mariya Petrova / Alekséi Tíjonov             | Anabelle Langlois / Patrice Archetto         | Dorota Zagorska / Mariusz Siudek             |
| 2004        | Nagoya      | Mariya Petrova / Alekséi Tíjonov             | Pang Qing / Tong Jian                        | Dorota Zagorska / Mariusz Siudek             |
| 2005        | Osaka       | Zhang Dan / Zhang Hao                        | Aliona Savchenko / Robin Szolkowy            | Utako Wakamatsu / Jean-Sébastien Fecteau     |
| 2006        | Nagano      | Shen Xue / Zhao Hongbo                       | Zhang Dan / Zhang Hao                        | Valérie Marcoux / Craig Buntin               |
| 2007        | Sendai      | Aliona Savchenko / Robin Szolkowy            | Keauna McLaughlin / Rockne Brubaker          | Jessica Dubé / Bryce Davison                 |
| 2008        | Tokio       | Pang Qing / Tong Jian                        | Rena Inoue / John Baldwin                    | Jessica Dubé / Bryce Davison                 |
| 2009        | Nagano      | Pang Qing / Tong Jian                        | Yuko Kavaguti / Aleksandr Smirnov            | Rena Inoue / John Baldwin                    |
| 2010        | Nagoya      | Pang Qing / Tong Jian                        | Vera Bazárova / Yuri Larionov                | Narumi Takahashi / Mervin Tran               |
| 2011        | Sapporo     | Yuko Kavaguti / Aleksandr Smirnov            | Narumi Takahashi / Mervin Tran               | Aliona Savchenko / Robin Szolkowy            |
| 2012        | Sendai      | Vera Bazárova / Yuri Larionov                | Kirsten Moore-Towers / Dylan Moscovitch      | Marissa Castelli / Simon Shnapir             |
| 2013        | Tokio       | Tatiana Volosozhar / Maksim Trankov          | Peng Cheng / Zhang Hao                       | Sui Wenjing / Han Cong                       |
| 2014        | Osaka       | Meagan Duhamel / Eric Radford                | Yuko Kavaguti / Aleksandr Smirnov            | Yu Xiaoyu /Jin Yang                          |
| 2015        | Nagano      | Meagan Duhamel / Eric Radford                | Yu Xiaoyu /Jin Yang                          | Alexa Scimeca / Chris Knierim                |
| 2016        | Sapporo     | Meagan Duhamel / Eric Radford                | Peng Cheng /Jin Yang                         | Wang Xuehan / Wang Lei                       |
| 2017        | Osaka       | Sui Wenjing / Han Cong                       | Ksenia Stolbova / Fiódor Klimov              | Kristina Astajova / Alekséi Rogonov          |
| 2018        | Hiroshima   | Natalia Zabiyako / Alexandr Enbert           | Peng Cheng / Jin Yang                        | Alexa Scimeca Knierim / Chris Knierim        |
| 2019        | Sapporo     | Sui Wenjing / Han Cong                       | Kirsten Moore-Towers / Michael Marinaro      | Anastasia Mishina / Aleksandr Galliamov      |

### Danza sobre hielo
| Medallistas | Medallistas | Medallistas                                  | Medallistas                                  | Medallistas                                  |
| ----------- | ----------- | -------------------------------------------- | -------------------------------------------- | -------------------------------------------- |
| Año         | Ubicación   | Oro                                          | Plata                                        | Bronce                                       |
| 1979        | Tokio       | Irina Moiseyeva / Andréi Minenkov            | Jayne Torvill / Christopher Dean             | Natalia Karamysheva / Rostislav Sinitsyn     |
| 1980        | Sapporo     | Carol Fox / Richard Dalley                   | Karen Barber / Nicholas Slater               | Lillian Heming / Murray Carey                |
| 1981        | Kobe        | Karen Barber / Nicholas Slater               | Natalia Karamysheva / Rostislav Sinitsyn     | Jana Berankova / Jan Bartak                  |
| 1982        | Tokio       | Yelena Batanova / Alekséi Soloviev           | Carol Fox / Richard Dalley                   | Wendy Sessions / Stephen Williams            |
| 1983        | Sapporo     | Se celebró como el Campeonato Mundial Júnior | Se celebró como el Campeonato Mundial Júnior | Se celebró como el Campeonato Mundial Júnior |
| 1984        | Tokio       | Karen Barber / Nicholas Slater               | Yelena Batanova / Alekséi Soloviev           | John Thomas / Kelly Johnson                  |
| 1985        | Kobe        | Marina Klimova / Serguéi Ponomarenko         | Karyn Garossino / Rod Garossino              | Sharon Jones / Paul Askham                   |
| 1986        | Tokio       | Natalia Bestemianova / Andréi Bukin          | Suzanne Semanick / Scott Gregory             | Kathrin Beck / Christoff Beck                |
| 1987        | Kushiro     | Natalia Bestemianova / Andréi Bukin          | Svetlana Liapina / Gorsha Sur                | Susan Wynne / Joseph Druar                   |
| 1988        | Tokio       | Marina Klimova / Serguéi Ponomarenko         | Maya Usova / Aleksander Zhulin               | April Sargent / Russ Witherby                |
| 1989        | Kobe        | Marina Klimova / Serguéi Ponomarenko         | Oksana Grishchuk / Yevgueni Plátov           | Jo-Anne Borlase / Martin Smith               |
| 1990        | Asahikawa   | Maya Usova / Aleksandr Zhulin                | Klára Engi / Attila Tóth                     | Stefania Calegari / Pasquale Camerlengo      |
| 1991        | Hiroshima   | Maya Usova / Aleksandr Zhulin                | Oksana Grishchuk / Yevgueni Plátov           | Stefania Calegari / Pasquale Camerlengo      |
| 1992        | Tokio       | Maya Usova / Aleksandr Zhulin                | Anzhelika Krylova / Vladímir Fediorov        | Sophie Moniotte / Pascal Lavanchy            |
| 1993        | Chiba       | Oksana Grishchuk / Yevgueni Plátov           | Irina Románova / Igor Yaroshenko             | Aliki Stergiadu / Yuri Razguliaiev           |
| 1994        | Morioka     | Sophie Moniotte / Pascal Lavanchy            | Tatiana Navka / Samvel Gezalian              | Marina Anissina / Gwendal Peizerat           |
| 1995        | Nagoya      | Marina Anissina / Gwendal Peizerat           | Shae-Lynn Bourne / Viktor Kraatz             | Anna Semenóvich / Vladímir Fediorov          |
| 1996        | Osaka       | Sophie Moniotte / Pascal Lavanchy            | Marina Anissina / Gwendal Peizerat           | Irina Románova / Igor Yaroshenko             |
| 1997        | Nagano      | Oksana Grishchuk / Yevgueni Plátov           | Shae-Lynn Bourne / Viktor Kraatz             | Barbara Fusar-Poli / Maurizio Margaglio      |
| 1998        | Sapporo     | Marina Anissina / Gwendal Peizerat           | Irina Lobachova / Iliá Averbuj               | Margarita Drobiazko / Povilas Vanagas        |
| 1999        | Nagoya      | Marina Anissina / Gwendal Peizerat           | Irina Lobachova / Iliá Averbuj               | Margarita Drobiazko / Povilas Vanagas        |
| 2000        | Asahikawa   | Marina Anissina / Gwendal Peizerat           | Margarita Drobiazko / Povilas Vanagas        | Kati Winkler / René Lohse                    |
| 2001        | Kumamoto    | Marina Anissina / Gwendal Peizerat           | Margarita Drobiazko / Povilas Vanagas        | Albena Denkova / Maksim Staviski             |
| 2002        | Kioto       | Irina Lobachova / Iliá Averbuj               | Kati Winkler / René Lohse                    | Galit Chait / Serguéi Sakhnovski             |
| 2003        | Asahikawa   | Albena Denkova / Maksim Staviski             | Elena Grushina / Ruslan Goncharov            | Galit Chait / Serguéi Sakhnovski             |
| 2004        | Nagoya      | Albena Denkova / Maksim Staviski             | Tatiana Navka / Román Kostomárov             | Isabelle Delobel / Olivier Schoenfelder      |
| 2005        | Osaka       | Marie-France Dubreuil / Patrice Lauzon       | Albena Denkova / Maksim Staviski             | Anastasia Grebenkina / Vazgen Azrojan        |
| 2006        | Nagano      | Marie-France Dubreuil / Patrice Lauzon       | Yana Jojlova / Serguéi Novitski              | Melissa Gregory / Denis Petukhov             |
| 2007        | Sendai      | Isabelle Delobel / Olivier Schoenfelder      | Tessa Virtue / Scott Moir                    | Yana Jojlova / Serguéi Novitski              |
| 2008        | Tokio       | Federica Faiella / Massimo Scali             | Nathalie Péchalat / Fabian Bourzat           | Emily Samuelson / Evan Bates                 |
| 2009        | Nagano      | Meryl Davis / Charlie White                  | Sinead Kerr / John Kerr                      | Vanessa Crone / Paul Poirier                 |
| 2010        | Nagoya      | Meryl Davis / Charlie White                  | Kaitlyn Weaver / Andrew Poje                 | Maia Shibutani / Alex Shibutani              |
| 2011        | Sapporo     | Maia Shibutani / Alex Shibutani              | Kaitlyn Weaver / Andrew Poje                 | Yelena Ilinyj / Nikita Katsalapov            |
| 2012        | Sendai      | Meryl Davis / Charlie White                  | Yelena Ilinyj / Nikita Katsalapov            | Maia Shibutani / Alex Shibutani              |
| 2013        | Tokio       | Meryl Davis / Charlie White                  | Anna Cappellini / Luca Lanotte               | Maia Shibutani / Alex Shibutani              |
| 2014        | Osaka       | Kaitlyn Weaver / Andrew Poje                 | Ksenia Monko / Kiril Jaliavin                | Kaitlin Hawayek /Jean-Luc Baker              |
| 2015        | Osaka       | Maia Shibutani / Alex Shibutani              | Yekaterina Bobrova / Dmitri Soloviov         | Madison Hubbell /Zachary Donohue             |
| 2016        | Sapporo     | Tessa Virtue / Scott Moir                    | Gabriella Papadakis / Guillaume Cizeron      | Anna Cappellini / Luca Lanotte               |
| 2017        | Osaka       | Tessa Virtue / Scott Moir                    | Madison Hubbell / Zachary Donohue            | Anna Cappellini / Luca Lanotte               |
| 2018        | Hiroshima   | Kaitlin Hawayek / Jean-Luc Baker             | Tiffany Zahorski / Jonathan Guerreiro        | Rachel Parsons / Michael Parsons             |
| 2019        | Sapporo     | Gabriella Papadakis / Guillaume Cizeron      | Alexandra Stepanova / Ivan Bukin             | Charlène Guignard / Marco Fabbri             |